# Femininomenon
A Femininomenon Chappell Roan amerikai énekes dala, ami 2022. augusztus 12-én jelent meg az ötödik kislemezként debütáló stúdióalbumáról, a The Rise and Fall of a Midwest Princessről (2023). A szám producere Dan Nigro és Mike Wise.

## Háttér
Chappell Roan a dalon Dan Nigro producerrel dolgozott, több napon keresztül írták meg különböző részeit. Egy interjúban Roan azt mondta a számról: „Egész pályafutásom során arról álmodtam, hogy kiadjak egy ilyen dalt. Évekbe telt, hogy meglegyen az a magabiztosságom, hogy így ebben a stílusban énekeljek.” Majd hozzátette, hogy „mindig próbálom fejleszteni magam, és azt, hogy hogy írok popzenét. Próbálom azt meglátni, hogy mennyire tudok nevetséges lenni. Egy dance dalt akartam. [...] Egy queer himnuszt, aminek van egy szomorú jelentése a tapasztalataimmal kapcsolatban, de egyben egy ütemes alappal.”
Roan a dal jelentéséről azt mondta, hogy „a zavartságom, amit érzek a férfiakkal való szexuális kapcsolataimmal kapcsolatban érzek. Valami nem működik. Úgy érzem, hogy minden férfi, akivel valaha voltam, soha nem kielégítő. Egy nővel könnyebb, másabb és gyönyörű. Egy fenomén. Egy queer dal – Valahol elrejtve... egy fenomén, hogy ez a varázslatos, tökéletes forgatókönyv létezik valahol, és az én esetemben valószínűleg ez egy nő.”

## Kompozíció
A dal zongorával és vonós hangszerekkel nyit, miközben Chappell Roan egy partnere gondol vissza, aki nem tudta kielégíteni. minden refrén előtt egyre nagyobb a melodrámát, az érzelmességet, és arra utasít, hogy a dalt egy gyorsabb, ritmikusabb alappal játsszák. A refrénben lehet hallani egy motor kerékpár motorját, mielőtt a szintetizátorok képbe kerülnek. A dal második felében hozzá hasonló helyzetben lévő nőket próbál ösztönözni.

## Kritika
Emily Treadgold (Earmilk) szerint „a dal valahogy millió irányba indul el, de tökéletesen összeillik” és „szórakoztató, hangos, de mégis bonyolult.” Neil Z. Yeung (AllMusic) a The Rise and Fall of a Midwest Princess elemzése közben azt írta, hogy a dal „tökéletesen összefoglalja az album étoszát, ahogy egy kedves, vonósokkal teli balladából egy gyors, ritmusos motivációs himnusz lesz.” Hannah Mylrea (NME) szerint a dal refrénje nagyon fülbemászó. Olivia Horn (Pitchfork) pedig azt írta róla, hogy „Frankenstein szörnye, ami Lorde-hoz hasonlóan halmozza a vokált, Keshához hasonlóan használ ad libeket, egyes esetben üres szövegeket, mint a Get it hot like Papa John!”

## Slágerlisták
| Slágerlista (2024)        | Legmagasabb pozíció |
| ------------------------- | ------------------- |
| Kanada (Canadian Hot 100) | 69                  |
| US Billboard Hot 100      | 66                  |